# Ligue des nations d'Europe de hockey sur gazon
La Ligue des nations d'Europe de hockey sur gazon est une compétition organisée par la Fédération européenne de hockey pour les équipes nationales européennes de hockey sur gazon. Les divisions IV et III précèdent l'actuelle division II, qui elle-même précède la division I. Les équipes peuvent obtenir une promotion et une relégation de leurs divisions en fonction de leur classement final.

## Masculin

### Euro
| Édition   | Or         | Argent     | Bronze     | 4e         | 5e         | 6e             | 7e             | 8e             | Hôte            |
| --------- | ---------- | ---------- | ---------- | ---------- | ---------- | -------------- | -------------- | -------------- | --------------- |
| Euro 2023 | Pays-Bas   | Angleterre | Belgique   | Allemagne  | France     | Espagne        | Autriche       | Pays de Galles | Mönchengladbach |
| Euro 2021 | Pays-Bas   | Allemagne  | Belgique   | Angleterre | Espagne    | France         | Pays de Galles | Russie         | Amsterdam       |
| Euro 2019 | Belgique   | Espagne    | Pays-Bas   | Allemagne  | Angleterre | Pays de Galles | Écosse         | Irlande        | Anvers          |
| Euro 2017 | Pays-Bas   | Belgique   | Angleterre | Allemagne  | Espagne    | Irlande        | Autriche       | Pologne        | Amsterdam       |
| Euro 2015 | Pays-Bas   | Allemagne  | Irlande    | Angleterre | Belgique   | Espagne        | France         | Russie         | Londres         |
| Euro 2013 | Allemagne  | Belgique   | Pays-Bas   | Angleterre | Espagne    | Irlande        | Pologne        | Tchéquie       | Boom            |
| Euro 2011 | Allemagne  | Pays-Bas   | Angleterre | Belgique   | Irlande    | Espagne        | Russie         | France         | Mönchengladbach |
| Euro 2009 | Angleterre | Allemagne  | Pays-Bas   | Espagne    | Belgique   | France         | Autriche       | Pologne        | Amsterdam       |
| Euro 2007 | Pays-Bas   | Espagne    | Belgique   | Allemagne  | Angleterre | France         | Irlande        | Tchéquie       | Manchester      |
| Euro 2005 | Espagne    | Pays-Bas   | Allemagne  | Belgique   | Angleterre | France         | Pologne        | Écosse         | Leipzig         |

### Euro II
(ancien Trophée jusqu'en 2010)
| Édition      | Or       | Argent         | Bronze         | 4e          | 5e             | 6e             | 7e             | 8e          | Hôte      |
| ------------ | -------- | -------------- | -------------- | ----------- | -------------- | -------------- | -------------- | ----------- | --------- |
| Euro II 2023 | Irlande  | Ukraine        | Écosse         | Italie      | Tchéquie       | Suisse         | Portugal       | Turquie     | Dublin    |
| Euro II 2021 | Autriche | Écosse         | Irlande        | Pologne     | Italie         | Ukraine        | Suisse         | Croatie     | Gniezno   |
| Euro II 2019 | France   | Russie         | Autriche       | Pologne     | Italie         | Ukraine        | Biélorussie    | Tchéquie    | Cambrai   |
| Euro II 2017 | Écosse   | Pays de Galles | France         | Russie      | Ukraine        | Tchéquie       | Suisse         | Portugal    | Glasgow   |
| Euro II 2015 | Pologne  | Autriche       | Écosse         | Tchéquie    | Azerbaïdjan    | Ukraine        | Suisse         | Croatie     | Prague    |
| Euro II 2013 | Russie   | France         | Autriche       | Azerbaïdjan | Ukraine        | Écosse         | Pays de Galles | Italie      | Vienne    |
| Euro II 2011 | Tchéquie | Pologne        | Écosse         | Autriche    | Ukraine        | Pays de Galles | Suède          | Biélorussie | Vinnytsia |
| Trophée 2009 | Irlande  | Russie         | Pays de Galles | Tchéquie    | Écosse         | Biélorussie    | Italie         | Suisse      | Wrexham   |
| Trophée 2007 | Pologne  | Autriche       | Écosse         | Suisse      | Pays de Galles | Italie         | Portugal       | Ukraine     | Lisbonne  |
| Trophée 2005 | Irlande  | Tchéquie       | Pays de Galles | Autriche    | Italie         | Suisse         | Biélorussie    | Russie      | Rome      |

### Euro III
(ancien Challenge I jusqu'en 2010)
| Édition          | Or             | Argent      | Bronze      | 4e          | 5e        | 6e        | 7e        | 8e        | Hôte              |
| ---------------- | -------------- | ----------- | ----------- | ----------- | --------- | --------- | --------- | --------- | ----------------- |
| Euro III 2023    | Pologne        | Croatie     | Gibraltar   | Malte       | Lituanie  | Serbie    | NC        | NC        | Skierniewice      |
| Euro III 2021    | Biélorussie    | Tchéquie    | Turquie     | Portugal    | Slovaquie | Lituanie  | Malte     | NC        | Lousada           |
| Euro III 2019    | Croatie        | Suisse      | Gibraltar   | Portugal    | Turquie   | Slovaquie | Lituanie  | Malte     | Gibraltar         |
| Euro III 2017    | Biélorussie    | Italie      | Croatie     | Turquie     | Malte     | Lituanie  | Slovaquie | NC        | Sveti Ivan Zelina |
| Euro III 2015    | Pays de Galles | Portugal    | Italie      | Biélorussie | Turquie   | Suède     | NC        | NC        | Lisbonne          |
| Euro III 2013    | Suisse         | Croatie     | Biélorussie | Portugal    | Gibraltar | Suède     | Turquie   | Slovaquie | Lausanne          |
| Euro III 2011    | Azerbaïdjan    | Italie      | Gibraltar   | Suisse      | Croatie   | Portugal  | Slovaquie | NC        | Catane            |
| Challenge I 2009 | Ukraine        | Suède       | Portugal    | Azerbaïdjan | Croatie   | Slovénie  | Danemark  | NC        | Zagreb            |
| Challenge I 2007 | Russie         | Biélorussie | Croatie     | Azerbaïdjan | Danemark  | Suède     | NC        | NC        | Kazan             |
| Challenge I 2005 | Ukraine        | Portugal    | Gibraltar   | Croatie     | Grèce     | Suède     | Hongrie   | NC        | Vinnytsia         |

### Euro IV
(ancien Challenge II jusqu'en 2010)
| Édition           | Or        | Argent      | Bronze   | 4e       | 5e        | 6e       | 7e       | 8e      | Hôte       |
| ----------------- | --------- | ----------- | -------- | -------- | --------- | -------- | -------- | ------- | ---------- |
| Euro IV 2019      | Hongrie   | Finlande    | Norvège  | Chypre   | Slovénie  | NC       | NC       | NC      | Helsinki   |
| Euro IV 2017      | Gibraltar | Slovénie    | Hongrie  | Chypre   | Finlande  | NC       | NC       | NC      | Lipovci    |
| Euro IV 2015      | Slovaquie | Danemark    | Lituanie | Malte    | Hongrie   | Finlande | Chypre   | Norvège | Vilnius    |
| Euro IV 2013      | Grèce     | Bulgarie    | Chypre   | NC       | NC        | NC       | NC       | NC      | Athènes    |
| Euro IV 2011      | Turquie   | Grèce       | Bulgarie | Chypre   | Géorgie   | NC       | NC       | NC      | Athènes    |
| Challenge II 2009 | Gibraltar | Slovaquie   | Bulgarie | Grèce    | NC        | NC       | NC       | NC      | Bratislava |
| Challenge II 2007 | Slovénie  | Turquie     | Serbie   | Lituanie | Slovaquie | Bulgarie | Finlande | NC      | Predanovci |
| Challenge II 2005 | Danemark  | Azerbaïdjan | Malte    | Chypre   | NC        | NC       | NC       | NC      | Kordin     |

## Féminin

### Euro
| Édition   | Or           | Argent       | Bronze       | 4e           | 5e           | 6e           | 7e           | 8e           | Hôte            |
| --------- | ------------ | ------------ | ------------ | ------------ | ------------ | ------------ | ------------ | ------------ | --------------- |
| Euro 2025 | Équipe ????? | Équipe ????? | Équipe ????? | Équipe ????? | Équipe ????? | Équipe ????? | Équipe ????? | Équipe ????? | Mönchengladbach |
| Euro 2023 | Pays-Bas     | Belgique     | Allemagne    | Angleterre   | Espagne      | Irlande      | Écosse       | Italie       | Mönchengladbach |
| Euro 2021 | Pays-Bas     | Allemagne    | Belgique     | Espagne      | Angleterre   | Irlande      | Écosse       | Italie       | Amsterdam       |
| Euro 2019 | Pays-Bas     | Allemagne    | Espagne      | Angleterre   | Irlande      | Belgique     | Russie       | Biélorussie  | Anvers          |
| Euro 2017 | Pays-Bas     | Belgique     | Angleterre   | Allemagne    | Espagne      | Irlande      | Tchéquie     | Écosse       | Amsterdam       |
| Euro 2015 | Angleterre   | Pays-Bas     | Allemagne    | Espagne      | Belgique     | Écosse       | Italie       | Pologne      | Londres         |
| Euro 2013 | Allemagne    | Angleterre   | Pays-Bas     | Belgique     | Espagne      | Écosse       | Irlande      | Biélorussie  | Boom            |
| Euro 2011 | Pays-Bas     | Allemagne    | Angleterre   | Espagne      | Belgique     | Irlande      | Azerbaïdjan  | Italie       | Mönchengladbach |
| Euro 2009 | Pays-Bas     | Allemagne    | Angleterre   | Espagne      | Irlande      | Azerbaïdjan  | Russie       | Écosse       | Amsterdam       |
| Euro 2007 | Allemagne    | Pays-Bas     | Espagne      | Angleterre   | Azerbaïdjan  | Irlande      | Italie       | Ukraine      | Manchester      |
| Euro 2005 | Pays-Bas     | Allemagne    | Angleterre   | Espagne      | Irlande      | Ukraine      | Écosse       | France       | Dublin          |

### Euro II
(ancien Trophée jusqu'en 2010)
| Édition      | Or          | Argent      | Bronze         | 4e             | 5e             | 6e       | 7e             | 8e             | Hôte     |
| ------------ | ----------- | ----------- | -------------- | -------------- | -------------- | -------- | -------------- | -------------- | -------- |
| Euro II 2023 | France      | Tchéquie    | Pays de Galles | Ukraine        | Pologne        | Autriche | Lituanie       | Slovaquie      | Prague   |
| Euro II 2021 | Biélorussie | France      | Pologne        | Pays de Galles | Russie         | Tchéquie | Autriche       | Lituanie       | Prague   |
| Euro II 2019 | Écosse      | Italie      | Pologne        | Autriche       | Pays de Galles | Tchéquie | Ukraine        | Turquie        | Glasgow  |
| Euro II 2017 | Biélorussie | Russie      | Italie         | Pays de Galles | Pologne        | Ukraine  | Autriche       | France         | Cardiff  |
| Euro II 2015 | Irlande     | Tchéquie    | Biélorussie    | Azerbaïdjan    | Pays de Galles | France   | Autriche       | Ukraine        | Prague   |
| Euro II 2013 | Italie      | Pologne     | Azerbaïdjan    | France         | Autriche       | Ukraine  | Russie         | Lituanie       | Cambrai  |
| Euro II 2011 | Écosse      | Biélorussie | Russie         | France         | Ukraine        | Pologne  | Suisse         | Pays de Galles | Poznań   |
| Trophée 2009 | Belgique    | Italie      | Pays de Galles | France         | Biélorussie    | Ukraine  | Pologne        | Lituanie       | Rome     |
| Trophée 2007 | Écosse      | Russie      | Belgique       | Biélorussie    | France         | Lituanie | Tchéquie       | Autriche       | Šiauliai |
| Trophée 2005 | Azerbaïdjan | Italie      | Russie         | Belgique       | Biélorussie    | Lituanie | Pays de Galles | Pologne        | Bakou    |

### Euro III
(ancien Challenge I jusqu'en 2010)
| Édition          | Or             | Argent   | Bronze    | 4e        | 5e        | 6e        | 7e       | 8e      | Hôte              |
| ---------------- | -------------- | -------- | --------- | --------- | --------- | --------- | -------- | ------- | ----------------- |
| Euro III 2023    | Turquie        | Suisse   | Gibraltar | Croatie   | NC        | NC        | NC       | NC      | Zagreb            |
| Euro III 2021    | Ukraine        | Suisse   | Turquie   | Croatie   | Portugal  | Slovaquie | Slovénie | NC      | Lipovci           |
| Euro III 2019    | France         | Lituanie | Suisse    | Croatie   | Slovaquie | Hongrie   | Slovénie | NC      | Lipovci           |
| Euro III 2017    | Turquie        | Suisse   | Lituanie  | Croatie   | Slovénie  | NC        | NC       | NC      | Sveti Ivan Zelina |
| Euro III 2015    | Russie         | Lituanie | Turquie   | Croatie   | Suisse    | NC        | NC       | NC      | Sveti Ivan Zelina |
| Euro III 2013    | Pays de Galles | Tchéquie | Suisse    | Turquie   | Slovaquie | Grèce     | NC       | NC      | Athènes           |
| Euro III 2011    | Lituanie       | Autriche | Tchéquie  | Turquie   | Slovaquie | Bulgarie  | NC       | NC      | Vienne            |
| Challenge I 2009 | Suisse         | Tchéquie | Autriche  | Slovaquie | Géorgie   | NC        | NC       | NC      | Olten             |
| Challenge I 2007 | Pays de Galles | Pologne  | Suisse    | Slovaquie | Croatie   | Turquie   | Serbie   | NC      | Zagreb            |
| Challenge I 2005 | Tchéquie       | Autriche | Slovaquie | Croatie   | Suisse    | Bulgarie  | Serbie   | Turquie | Prague            |